# Danny Mulder
Danny Mulder (Rotterdam, 13 januari 1974) is een Nederlands voetbaltrainer. In 2021 werd hij de eerste trainer ooit van het vrouwenteam van Feyenoord.

## Carrière
Sinds 2009 bezit Mulder een UEFA A-trainersdiploma. Hij werkte als hoofdtrainer bij amateurteams RVV AGE (de club waar hij ook zelf voetbalde), Spartaan'20, VFC, VVGZ en GC & FC Olympia en als jeugdtrainer bij professionele clubs Excelsior Rotterdam en NAC Breda. Hij geeft trainerscursussen tot UEFA C.

### Feyenoord
Toen Feyenoord in 2019 startte met een beloftenteam voor vrouwen, werd Mulder daar de hoofdtrainer van. Twee jaar later kregen de Feyenoord Vrouwen een eerste elftal, waarvan Mulder de eerste hoofdtrainer werd. Zijn contract liep tot medio 2022, maar werd in februari 2022 verlengd tot de zomer van 2024 na een vierde plaats halverwege het Eredivisieseizoen en zeges op o.a. Ajax en PSV. Toch werd Mulder in november 2022 ontslagen, na vier wedstrijden zonder overwinning. Hij bleef echter werkzaam voor Feyenoord, als trainer van de Feyenoord Academy Partners.